# قنات ميرزاجليل
قنات ميرزاجليل (بالفارسية: قنات میرزاجلیل) هي قرية تقع في أذربيجان الغربية في إيران. يقدر عدد سكانها بـ 602 نسمة .